# Вест Окленд Адмиралс
Вест Окленд Адмиралс (англ. West Auckland Admirals) — команда Новозеландской хоккейной лиги, базирующаяся в Окленде, Новой Зеландия.

## Достижения
- Чемпион Новозеландской хоккейной лиги 2018 года.
- Вице-чемпион Новозеландской хоккейной лиги 2005, 2010 и 2017 годов.

## Внешние ссылки
westaucklandadmirals.co.nz — официальный сайт Вест Окленд Адмиралс